# Telmatoscopus tersaceps
Telmatoscopus tersaceps är en tvåvingeart som beskrevs av Quate 1967. Telmatoscopus tersaceps ingår i släktet Telmatoscopus och familjen fjärilsmyggor. Inga underarter finns listade i Catalogue of Life.